# معرض بنی‌صالح
معرض بنی‌صالح، روستایی از توابع بخش مرکزی شهرستان هویزه در استان خوزستان ایران است.

## جمعیت
این روستا در دهستان هویزه قرار دارد و براساس سرشماری مرکز آمار ایران در سال ۱۳۸۵، جمعیت آن ۳۸۶ نفر (۵۹خانوار) بوده‌است.